# George Rooke
George Rooke, född 1650, död den 24 januari 1709, var en engelsk amiral.
Rooke var 1689 befälhavare för den eskader, som undsatte den av Jakob II:s anhängare belägrade irländska staden Londonderry, blev 1690 konteramiral, utmärkte sig i sjöstriderna vid Beachy head 1690 och
Barfleur 1692 samt blev 1693, vid konvojeringen av en till Medelhavet destinerad handelsflotta, vid Kap S:t Vincent överraskad av franska flottan under Tourville, som skingrade hans underlägsna eskader och erövrade en stor del av handelsfartygen. 
Rooke blev 1692 viceamiral och 1695 amiral samt var sommaren 1700 befälhavare för en engelsk-holländsk eskader, som opererade i Öresund i förening med svenska flottan och därigenom påskyndade fredsslutet i Traventhal (augusti samma år). År 1702 förstörde han i Vigo spanska silverflottan och tog rikt byte; en del av silverlasten antags ha blivit sänkt, vilket i senare tid föranlett upprepade, men hittills resultatlösa försök att återfinna de förlorade skatterna. 
Rooke tog i juli 1704 väsentlig andel i erövringen av Gibraltar och utkämpade i augusti samma år utanför Malaga
en framgångsrik strid mot franska flottan. De försök Marlboroughs vänner av partiskäl gjorde att förringa betydelsen av denna framgång föranledde Rooke att 1705 avgå ur aktiv tjänst. Navy Record Society har utgivit "Rookes Journal for 1700-02". Hans staty restes år 2004 i Gibraltar.